# دون جيبسون (لاعب هوكي الجليد)
دون جيبسون هو لاعب هوكي الجليد كندي، ولد في 29 ديسمبر 1967 في ديلورين ‏ في كندا.

## وصلات خارجية
- دون جيبسون على موقع دوري الهوكي الوطني (الإنجليزية)
- دون جيبسون على موقع قاعة مشاهير الهوكي (لاعب أن.إتش.أل) (الإنجليزية)
- دون جيبسون على موقع EliteProspects.com (الإنجليزية)
- دون جيبسون على موقع HockeyDB.com (الإنجليزية)
- دون جيبسون على موقع Hockey-Reference.com (الإنجليزية)